# Foca menjacrancs
La foca menjacrancs (Lobodon carcinophaga) és una espècie de mamífer carnívor de la família de les foques (Phocidae) que viu al voltant de l'Antàrtida, tot i que arriba fins a Nova Zelanda i les costes meridionals d'Àfrica, Sud-amèrica i el continent australià. És una de les espècies de foques més comunes i un dels mamífers grossos més nombrosos. Malgrat el seu nom, més del 90% de la seva dieta es compon de krill antàrtic i la resta de peix i sípies.